# Брахот, Залман
Залман Брахот, Шмуэль Брохес (15 сентября 1886, Чаусы Могилёвской губернии — 1977, Иерусалим) — еврейский писатель, поэт, драматург, журналист. Первый писатель на языке идиш в Эрец-Исраэль. 

## Биография
Родился в семье Арье-Лейба Брохеса — последователя еврейского просвещения. Получил традиционное еврейское образование. Прибыл в Эрец-Исраэль в 1903, с потоком второй алии. Был строительным рабочим, сборщиком фруктов. Изучал арабский, путешествовал по всей стране, писал рассказы о земле Израиля. С 1910 начал работать как журналист, сотрудничая с несколькими газетами и журналами в Эрец-Исраэль и Англии. Накануне Первой мировой войны уехал в Париж. Изучал историю и философию в Сорбонне. В 1915 уехал в Аргентину, жил в еврейском поселении Мозесвил и издавал (совместно с Жозе Мендельсоном) там газету на идише «Дер колонист» (1916—1917). Позднее переехал в США. К концу ПМВ вступил в Еврейский легион, с которым в 1918 возвратился в Палестину, и в котором служил до расформирования. Работал как палестинский корреспондент Нью-Йоркской газеты «Форвертс». Снова уехал в США. Получил степень доктора философии[когда?]

. В 1974 году переехал в Израиль, где умер в 1977 году.

## Литературная деятельность
Начал литературную деятельность в 1907 году. Первая его книга — «В тени Хермона», записки о жизни Земля Израиля. Он — автор уникальных для еврейской литературы по тематике и стилю рассказов об охоте. Его произведения печатались в таких еврейских периодических изданиях, как — «Фрайнд», «Унзер лебн», «Цайт» (Лондон), практически во всех ежедневных газетах Северной Америки, «Идише журнал» (Торонто), «Форвертс», «Цукунфт» и «Фрайе арбетер штиме» (Нью-Йорк). Его статьи и рассказы были переведены на иврит и опубликованы в израильских периодических изданиях — «Ха-зман», «Хацефира», «Ха-олам», «Ха-иври», «Ха-мизрах», «Ха-моледет», «Омер», «Давар» и «Зманим». Автор многих рассказов о жизни евреев Аргентины и исторических исследований о евреях Америки.

## Произведения
- «Унтерн шотн фун Хермон» (1918)
- «А-шомер» — пьеса
- «Ин ди замдике клейдер» (אין די זאמדיקע קליידער) — роман о жизни рабочих
- «Дер Ярден ройшт» (1937)
- «Ин эйбикн тумл, Америке» (1937)